# Splatoon 3
Splatoon 3 est un jeu vidéo de tir à la troisième personne développé par Nintendo EPD et édité par Nintendo, sorti le 9 septembre 2022 sur Nintendo Switch. Il s'agit du troisième opus de la série Splatoon.
Tout comme dans les 2 premier opus, le joueur incarne un « Inkling » ou un « Octaling » (sauf exception le joueur incarne uniquement un Octaling dans l'histoire du DLC du Passe d'Extension Vague 2 La Tour de L'Ordre) qu’il peut transformer en humain (notamment pour tirer) ou en calamar (pour les inklings) ou en poulpe (pour les octalings) pour se déplacer plus rapidement dans l'encre. Celui-ci tire de l'encre avec ses différentes armes et peut nager dans celle-ci en forme de calamar. Le joueur possède aussi une arme secondaire (bombe) et une arme spéciale qui a pour but d’aider l’équipe afin de gagner la partie, ou pour aider le joueur directement.

## Univers
Les jeux Splatoon se déroulent sur une version de la Terre loin dans le futur après l'extinction de l'humanité, dans la Contrée-clabousse, un désert écorché par le soleil habité par des Inklings et des Octalings durcis par la bataille, et Cité-Clabousse, une ville de chaos qui semble s'être développée rapidement depuis le dernier Splatfest, Chaos vs. Ordre. Le principal hub world de Splatoon 3 est connu sous le nom de "Cité-Clabousse", surnommée "la ville du chaos", et est situé dans une région différente des deux jeux précédents qui se passaient à Chromapolis.

## Système de jeu

### Généralités
Le jeu reprend les bases des précédents opus de la série Splatoon : le joueur incarne un personnage qui peut encrer en forme humanoïde et nager dans l'encre sous forme de calamar s´il est un Inkling ou de poulpe s'il est un Octaling. Le joueur possède aussi une arme secondaire (bombes, balise, mine, fontaine, détecteur, fiole toxique, etc.) et une arme spéciale qui ont pour but d’aider l’équipe afin de gagner la partie (ou directement le joueur).
Il y a de nouvelles mécaniques de gameplay, telles que la "vrille calamar" (qui est une sorte d'esquive) et la "déferlante calamar" (une technique pour monter plus vite un mur). Il y a également deux nouvelles catégories d'armes : les "Transperceurs", qui sont des arcs possédant deux modes de tir, et les "Éclatanas", qui sont une sorte de katana. Enfin, Splatoon 3 intègre également un nouveau mode en Splatfest qui n'était pas présent dans les deux précédents jeux : les matchs tricolores, qui consistent en un match de Guerre de Territoire avec 3 équipes, dont une est encerclée par les deux autres.
| Catégorie        | Armes principales               | Armes secondaires | Armes spéciales         |
| ---------------- | ------------------------------- | ----------------- | ----------------------- |
| Lanceurs         | Marqueur lourd                  | Bombe curling     | Ultra-tamponneur        |
| Lanceurs         | Marqueur lourd Néo              | Balise de saut    | Haut-perceur 5.1        |
| Lanceurs         | Liquidateur Jr.                 | Bombe splash      | Super bouclier          |
| Lanceurs         | Liquidateur Sr.                 | Bentorpille       | Sonar paf               |
| Lanceurs         | Marqueur léger                  | Bombe ballon      | Crabe d'assaut          |
| Lanceurs         | Marqueur léger Néo              | Bombe gluante     | Trimissile tornade      |
| Lanceurs         | Aérogun                         | Bombe soda        | Cavalsquale             |
| Lanceurs         | Aérogun premium                 | Fontaine          | Jolizator               |
| Lanceurs         | Liquidateur                     | Bombe gluante     | Lance-rafales           |
| Lanceurs         | Liquidateur griffé              | Bombe splash      | Trimissile tornade      |
| Lanceurs         | Lanceur héroïque (réplique)     | Bombe gluante     | Lance-rafales           |
| Lanceurs         | Lanceur Octaling (réplique)     | Bombe splash      | Trimissile tornade      |
| Lanceurs         | Lanceur d'Ordre (réplique)      | Bombe gluante     | Lance-rafales           |
| Lanceurs         | Calibre 2000                    | Mur d'encre       | Haut-perceur 5.1        |
| Lanceurs         | Calibre 2000 chic               | Bombe curling     | Barrière barbouillée    |
| Lanceurs         | N-ZAP 85                        | Bombe gluante     | Districool              |
| Lanceurs         | N-ZAP 89                        | Bombe robot       | Multi-leurres           |
| Lanceurs         | Liquidateur pro                 | Ricocheur         | Crabe d'assaut          |
| Lanceurs         | Liquidateur pro griffé          | Bombe gluante     | Jolizator               |
| Lanceurs         | Calibre 3000                    | Fontaine          | Aspirencre              |
| Lanceurs         | Calibre 3000 chic               | Mur d'encre       | Kraken royal            |
| Lanceurs         | Nettoyeur XL                    | Ricocheur         | Aspirencre              |
| Lanceurs         | Nettoyeur XL modifié            | Brume Toxique     | Pluie d'encre           |
| Lanceurs         | Lanceur spatial                 | Détecteur         | Haut-perceur 5.1        |
| Lanceurs         | Lanceur spatial Aroz            | Mine              | Chromo-jet              |
| Lanceurs         | Arroseur léger                  | Bombe curling     | Crabe d'assaut          |
| Lanceurs         | Arroseur léger Cétacé           | Bombe ballon      | Ultra-tamponneur        |
| Lanceurs         | Arroseur lourd                  | Détecteur         | Districool              |
| Lanceurs         | Arroseur lourd Cétacé           | Mur d'encre       | Super bouclier          |
| Lanceurs         | Compresseur                     | Mur d'encre       | Lance-rafales           |
| Lanceurs         | Compresseur alu                 | Bombe robot       | Barrière barbouillée    |
| Rouleaux         | Rouleau carbone                 | Bombe robot       | Super Mollusque         |
| Rouleaux         | Rouleau carbone chic            | Bombe ballon      | Lance-rafales           |
| Rouleaux         | Rouleau                         | Bombe curling     | Super bouclier          |
| Rouleaux         | Rouleau griffé                  | Balise de saut    | Kraken royal            |
| Rouleaux         | Rouleau d'Ordre (réplique)      | Bombe curling     | Super bouclier          |
| Rouleaux         | Dynamo-rouleau                  | Fontaine          | Districool              |
| Rouleaux         | Dynamo-rouleau tesla            | Bombe splash      | Multi-leurres           |
| Rouleaux         | Flexi-rouleau                   | Mine              | Multi-missile           |
| Rouleaux         | Flexi-rouleau alu               | Bombe gluante     | Barrière barbouillée    |
| Rouleaux         | Rouleau large                   | Mur d'encre       | Aspirencre              |
| Rouleaux         | Rouleau large Xpress            | Ricocheur         | Pluie d'encre           |
| Fusils           | Décap'express Alpha             | Détecteur         | Super bouclier          |
| Fusils           | Décap'express Bêta              | Bombe robot       | Super Mollusque         |
| Fusils           | Concentraceur                   | Bombe splash      | Aspirencre              |
| Fusils           | Concentraceur E+F               | Mur d'encre       | Trimissile tornade      |
| Fusils           | Fusil d'Ordre (réplique)        | Bombe splash      | Aspirencre              |
| Fusils           | Concentraceur zoom              | Bombe splash      | Aspirencre              |
| Fusils           | Concentraceur zoom E+F          | Mur d'encre       | Trimissile tornade      |
| Fusils           | Extraceur +                     | Mine              | Sonar paf               |
| Fusils           | Extraceur + modifié             | Balise de saut    | Kraken royal            |
| Fusils           | Extraceur + zoom                | Mine              | Sonar paf               |
| Fusils           | Extraceur + zoom modifié        | Balise de saut    | Kraken royal            |
| Fusils           | Bimbamboum Mk I                 | Bombe robot       | Haut-perceur 5.1        |
| Fusils           | Bimbamboum Mk II                | Bombe soda        | Multi-leurres           |
| Fusils           | Détubeur                        | Bentorpille       | Multi-missile           |
| Fusils           | Détubeur modifié                | Bombe soda        | Ultra-tamponneur        |
| Fusils           | Crayon X - 5H                   | Fontaine          | Districool              |
| Fusils           | Crayon X - 5B                   | Mur d'encre       | Pluie d'encre           |
| Seaux            | Seauceur                        | Bombe splash      | Trimissile tornade      |
| Seaux            | Seauceur chic                   | Ricocheur         | Super Mollusque         |
| Seaux            | Seau d'Ordre (réplique)         | Bombe splash      | Trimissile tornade      |
| Seaux            | Dépoteur                        | Brume toxique     | Chromo-jet              |
| Seaux            | Dépoteur nuancé                 | Bombe soda        | Districool              |
| Seaux            | Encrifugeur                     | Bombe soda        | Jolizator               |
| Seaux            | Encrifugeur Néo                 | Détecteur         | Lance-rafales           |
| Seaux            | Bassineur                       | Fontaine          | Pluie d'encre           |
| Seaux            | Bassineur chic                  | Ricocheur         | Kraken royal            |
| Seaux            | Détoneur                        | Détecteur         | Pluie d'encre           |
| Seaux            | Détoneur modifié                | Mur d'encre       | Triple choc chromatique |
| Seaux            | Seau S-Horreur                  | Bombe gluante     | Cavalsquale             |
| Seaux            | Seau S-Horreur Cétacé           | Balise de saut    | Sonar paf               |
| Badigeonneurs    | Badigeonneur XS                 | Bombe ballon      | Ultra-tamponneur        |
| Badigeonneurs    | Badigeonneur XS griffé          | Brume toxique     | Super bouclier          |
| Badigeonneurs    | Badigeonneur                    | Fontaine          | Sonar paf               |
| Badigeonneurs    | Badigeonneur chic               | Détecteur         | Kraken royal            |
| Badigeonneurs    | Badigeonneur d'Ordre (réplique) | Fontaine          | Sonar paf               |
| Badigeonneurs    | Exteinteur                      | Bombe robot       | Jolizator               |
| Badigeonneurs    | Exteinteur modifié              | Mine              | Barrière barbouillée    |
| Badigeonneurs    | Badigeonneur stylo              | Bombe soda        | Chromo-jet              |
| Badigeonneurs    | Badigeonneur stylo nuancé       | Mine              | Aspirencre              |
| Badigeonneurs    | Nautilus 47                     | Détecteur         | Pluie d'encre           |
| Badigeonneurs    | Nautilus 79                     | Bombe gluante     | Triple choc chromatique |
| Badigeonneurs    | Correcteur                      | Bombe curling     | Districool              |
| Badigeonneurs    | Correcteur nuancé               | Bombe splash      | Crabe d'assaut          |
| Doubles-Encreurs | Double moucheteur               | Balise de saut    | Districool              |
| Doubles-Encreurs | Double moucheteur nuancé        | Bentorpille       | Cavalsquale             |
| Doubles-Encreurs | Double encreur                  | Bombe gluante     | Crabe d'assaut          |
| Doubles-Encreurs | Double encreur griffé           | Bombe curling     | Triple choc chromatique |
| Doubles-Encreurs | Arme double d'Ordre (réplique)  | Bombe gluante     | Crabe d'assaut          |
| Doubles-Encreurs | Double Kelvin 525               | Mur d'encre       | Jolizator               |
| Doubles-Encreurs | Double Kelvin 525 chic          | Détecteur         | Lance-rafales           |
| Doubles-Encreurs | Double nettoyeur                | Bombe splash      | Sonar paf               |
| Doubles-Encreurs | Double nettoyeur modifié        | Balise de saut    | Multi-leurres           |
| Doubles-Encreurs | Double voltigeur noir           | Bombe robot       | Cavalsquale             |
| Doubles-Encreurs | Double voltigeur blanc          | Fontaine          | Super Mollusuqe         |
| Doubles-Encreurs | Double ignifugeur               | Mine              | Haut-perceur 5.1        |
| Doubles-Encreurs | Double ignifugeur modifié       | Bombe ballon      | Trimissile tornade      |
| Para-encres      | Para-encre                      | Fontaine          | Trimissile tornade      |
| Para-encres      | Para-encre Sorella              | Bombe robot       | Chromo-jet              |
| Para-encres      | Para-encre d'Ordre (réplique)   | Fontaine          | Trimissile tornade      |
| Para-encres      | Para-encre XL                   | Balise de saut    | Aspirencre              |
| Para-encres      | Para-encre XL Sorella           | Mine              | Lance-rafales           |
| Para-encres      | Para-encre espion               | Mine              | Cavalsquale             |
| Para-encres      | Para-encre espion Sorella       | Bentorpille       | Barrière barbouillée    |
| Para-encres      | Para-encre Ré-gen 24 MK I       | Ricocheur         | Super bouclier          |
| Para-encres      | Para-encre Ré-gen 24 MK II      | Brume toxique     | Triple choc chromatique |
| Blasters         | Proxiblaster                    | Bombe splash      | Super Mollusque         |
| Blasters         | Proxiblaster Néo                | Bombe soda        | Ultra-tamponneur        |
| Blasters         | Blaster d'Ordre (réplique)      | Bombe splash      | Super Mollusque         |
| Blasters         | Éclablaster                     | Bombe robot       | Super bouclier          |
| Blasters         | Éclablaster modifié             | Détecteur         | Triple choc chromatique |
| Blasters         | Éclablaster XL                  | Bombe gluante     | Sonar paf               |
| Blasters         | Éclablaster XL griffé           | Bombe splash      | Kraken royal            |
| Blasters         | Rafablaster                     | Bombe splash      | Lance-rafales           |
| Blasters         | Rafablaster Néo                 | Bombe curling     | Multi-leurres           |
| Blasters         | Turboblaster                    | Mine              | Trimissile tornade      |
| Blasters         | Turboblaster chic               | Bentorpille       | Chromo-jet              |
| Blasters         | Turboblaster pro                | Brume toxique     | Aspirencre              |
| Blasters         | Turboblaster pro chic           | Ricocheur         | Haut-perceur 5.1        |
| Blasters         | S-Blaster '92                   | Fontaine          | Cavalsquale             |
| Blasters         | S-Blaster '91                   | Bombe ballon      | Jolizator               |
| Épinceaux        | Épinceau                        | Bombe splash      | Haut-perceur 5.1        |
| Épinceaux        | Épinceau nuancé                 | Mine              | Ultra-tamponneur        |
| Épinceaux        | Épinceau brosse                 | Bombe gluante     | Super Mollusque         |
| Épinceaux        | Épinceau brosse nuancé          | Balise de saut    | Pluie d'encre           |
| Épinceaux        | Pinceau d'Ordre (réplique)      | Bombe gluante     | Super Mollusque         |
| Épinceaux        | Épinceau écaïe                  | Bombe curling     | Sonar paf               |
| Épinceaux        | Épinceau écaïe nuancé           | Détecteur         | Multi-missile           |
| Transperceurs    | Trisperceur                     | Brume toxique     | Haut-perceur 5.1        |
| Transperceurs    | Trisperceur Abysma              | Fontaine          | Multi-leurres           |
| Transperceurs    | Transperceur d'Ordre (réplique) | Brume toxique     | Haut-perceur 5.1        |
| Transperceurs    | Coralux 450                     | Bombe curling     | Multi-missile           |
| Transperceurs    | Coralux 450 chic                | Mur d'encre       | Cavalsquale             |
| Transperceurs    | Multisperceur V                 | Bombe robot       | Ultra-tamponneur        |
| Transperceurs    | Multisperceur V modifié         | Détecteur         | Sonar paf               |
| Éclatanas        | Éclatana d'estampe              | Bombe ballon      | Super Mollusque         |
| Éclatanas        | Éclatana d'estampe Néo          | Brume toxique     | Crabe d'assaut          |
| Éclatanas        | Éclatana d'Ordre (réplique)     | Bombe ballon      | Super Mollusque         |
| Éclatanas        | Éclatana Doto                   | Bentorpille       | Ultra-tamponneur        |
| Éclatanas        | Éclatana Doto chic              | Balise de saut    | Multi-missile           |
| Éclatanas        | Sabrifice menthe                | Bombe gluante     | Super bouclier          |
| Éclatanas        | Sabrifice charbon               | Mur d'encre       | Chromo-jet              |

(en italique, les kits déblocables uniquement en possession du contenu additionnel payant Pass d'extension mais n'étant que graphiquement différents)

### Personnalisation
Splatoon 3 apporte de nouvelles fonctionnalités de personnalisation. Le joueur voit en effet ses capacités de modifications décuplées, avec de nouvelles coupes de cheveux, couleurs d'yeux ainsi que la possibilité de changer de sourcils. Splatoon 3 est aussi le premier jeu de la série dans lequel il est possible de modifier une "Splatiquette" et un casier. La "Splatiquette" est une bannière sur laquelle il est écrit le pseudonyme du joueur ; il est possible de la personnaliser en y affichant différents badges ayant chacun une signification propre, en changeant le titre ou la bannière elle-même. Le casier se modifie en y collant des autocollants, en y entreposant des objets de décoration ainsi qu'en changeant sa couleur. Le joueur peut aussi habiller son avatar avec différents habits qu'il peut acheter dans les magasins du jeu avec de la monnaie virtuelle. Il a le choix entre trois catégories : accessoires, vêtements et chaussures. Chaque habit propose un bonus principal qui lui est propre et qui va influencer la jouabilité de l'avatar du joueur.

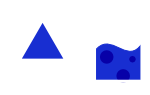
Le bonus encrémenteur secondaire +

### Modes de jeu
Ce troisième opus reprend tous les modes de jeux de son prédécesseur Splatoon 2,.

#### Matchs classiques
Dans un match classique, deux équipes s'affrontent : la victoire revient à l'équipe qui a encré le plus de surface.

#### Matchs anarchies
Il existe quatre types de matchs anarchies :
- Expédition risquée, dont le but est de s'emparer du stand mobile et d'arriver jusqu'à la base adverse avec en passant par différents points de sauvegarde ;
- La mission Bazookarpe, où les joueurs doivent amener le Bazookarpe dans la base adverse en passant par une étape intermédiaire ;
- La pluie de palourdes, où l'équipe doit rassembler huit palourdes pour avoir une super-palourdes que les joueurs doivent envoyer dans le panier adverse ;
- La défense de zone, où les joueurs doivent recouvrir 70 % d'une ou plusieurs zones et la maintenir jusqu'à ce que le compteur arrive à zéro sans que l'adversaire n'en prenne le contrôle.

#### Salmon run
Le Salmon run est un mode de jeu dans lequel le joueur travaille pour un certain M. Ours et doit lui ramener un maximum d'œufs de poissons dorés. Ce faisant, avec trois coéquipiers, le joueur et ses compagnons doivent éliminer des "Salmonoïdes" en utilisant des armes prédéterminées (ou aléatoires selon les cas) sur trois vagues allant de la plus simple à la plus difficile. Il y a trois types de "Salmonoïdes" : les "Salmonoïdes" qui ne rapportent que des œufs de poissons, les "Salmonoboss" qui rapportent des œufs de poissons et des œufs de poissons dorés et les "Salmonarques", n'apparaissant que dans des vagues supplémentaires spéciales, qui eux rapportent des œufs de poissons et des écailles.
Splatoon 3 apporte également deux nouveautés à ce mode de jeu :
- Le "Big Run", un événement où les salmonidés envahissent la ville de Cité-Clabousse. Les joueurs défendent la ville en combattant les Salmonoïdes envahisseurs sur une des cartes compétitive en ligne, au lieu des cartes uniques généralement utilisées pour les Salmon Run. Après quelques jours, l'événement prend fin et les joueurs participants reçoivent un prix. Cet événement a lieu tous les 3 mois en début de saison[5].

- Le "Défi œuf sup", un événement durant lequel chaque session est divisé en non pas 3 mais 5 vagues avec un scénario prédéterminé et où chaque joueur peut choisir son arme de départ. À l'instar du Big Run, les joueurs participants reçoivent un prix une fois l'événement terminé[6].

### Saisons et festivals

#### Saisons
| Saison                    | Date de début      | Date de fin        |
| ------------------------- | ------------------ | ------------------ |
| Saison des averses 2022   | 9 septembre 2022   | 1er décembre 2022  |
| Saison du frimas 2022     | 1er décembre 2022  | 1er mars 2023      |
| Saison des bourgeons 2023 | 1er mars 2023      | 1er juin 2023      |
| Saison du soleil 2023     | 1er juin 2023      | 1er septembre 2023 |
| Saison des averses 2023   | 1er septembre 2023 | 1er décembre 2023  |
| Saison du frimas 2023     | 1er décembre 2023  | 1er mars 2024      |
| Saison du bourgeons 2024  | 1er mars 2024      | 1er juin 2024      |
| Saison du soleil 2024     | 1er juin 2024      | 1er septembre 2024 |
| Saison des averses 2024   | 1er septembre 2024 | 1er décembre 2024  |

#### Festivals
| Thème                                                   | Dates de début-fin                      | Vainqueur       |
| Pierre vs Feuille vs Ciseaux (Splatfest World Premiere) | 27/08/2022 à 10:00 - 27/08/2022 à 22:00 | Pierre          |
| Outils vs Nourriture vs Jeux                            | 24/09/2022 à 02:00 - 26/09/2022 à 02:00 | Outils          |
| Plante vs Feu vs Eau                                    | 12/11/2022 à 01:00 - 14/11/2022 à 01:00 | Eau             |
| Épicé vs Sucré vs Acide                                 | 07/01/2023 à 01:00 - 09/01/2023 à 01:00 | Sucré           |
| Chocolat noir vs Chocolat au lait vs Chocolat Blanc     | 11/02/2023 à 01:00 - 13/02/2023 à 01:00 | Chocolat blanc  |
| Nessie vs Martiens vs Bigfoot                           | 01/04/2023 à 02:00 - 03/04/2023 à 02:00 | Nessie          |
| Force vs Sagesse vs Courage                             | 06/05/2023 à 02:00 - 08/05/2023 à 02:00 | Force           |
| Vanille vs Fraise vs Menthe choco                       | 15/07/2023 à 02:00 - 17/07/2023 à 02:00 | Vanille         |
| Argent vs Gloire vs Amour                               | 12/08/2023 à 02:00 - 14/08/2023 à 02:00 | Argent          |
| Pasquale vs Angie vs Raimi                              | 09/09/2023 à 02:00 - 11/09/2023 à 02:00 | Pasquale        |
| Zombie vs Squelette vs Fantôme                          | 28/10/2023 à 02:00 - 30/10/2023 à 01:00 | Fantôme         |
| Poignée de main vs Poing contre poing vs Accolade       | 18/11/2023 à 01:00 - 20/10/2023 à 01:00 | Poignée de main |
| Entre amis vs En famille vs En solo                     | 13/01/2024 à 01:00 - 15/01/2024 à 01:00 | En solo         |
| Vendredi vs Samedi vs Dimanche                          | 17/02/2024 à 01:00 - 19/02/2024 à 01:00 | Vendredi        |
| Batterie vs Guitare vs Claviers                         | 23/03/2024 à 01:00 - 25/03/2024 à 01:00 | Claviers        |
| Poussins vs Laperaux vs Oursons                         | 19/04/2024 à 02:00 - 21/04/2024 à 02:00 | Oursons         |
| Rien de spécial vs Tous mes rêves vs Défense du monde   | 18/05/2024 à 02:00 - 20/05/2024 à 02:00 | Tous mes rêves  |
| Château vs Parc à thème vs Plage                        | 13/07/2024 à 02:00 - 15/07/2024 à 02:00 | Plage           |
| Pain vs Riz vs Pâtes                                    | 10/08/2024 à 02:00 - 12/08/2024 à 02:00 | Riz             |
| Passé vs Présent vs Futur                               | 13/09/2024 à 02:00 - 16/09/2024 à 02:00 | Passé           |

## Développement
Le jeu est annoncé à la fin du Nintendo Direct du 17 février 2021, révélant un univers post-apocalyptique. L’ambiance apocalyptique ressentie dans le jeu est liée aux résultats du Splatfest (nom des festivals de la série) de Splatoon 2 : Chaos vs. Ordre. L'équipe du Chaos ayant remporté le Splatfest, elle a donc influencé l’histoire de cet opus. La vidéo d'annonce dévoile de nouvelles armes, de nouvelles boutiques, et de nouvelles possibilités de personnalisation tels que des coupes de cheveux, plus de choix de vêtements, ainsi que des animations personnalisables. Le jeu prend place dans une nouvelle ville nommée Cité-Clabousse (Splatsville, ou "Ville du Chaos"), située dans le désert brûlant nommé Contrée-Clabousse (Splatlands).
Lors du Nintendo Direct du 24 septembre 2021, de nouvelles informations sont dévoilées sur le mode multijoueur ainsi que sur le mode solo du jeu intitulé Le Retour des mammifériens. Une nouvelle vidéo de présentation diffusée lors du Nintendo Direct du 9 février 2022 présente le mode coopératif intitulé Salmon Run: Next Wave. Le 22 avril 2022, une nouvelle vidéo de gameplay est sortie montrant une partie en mode Guerre de territoire, et révèle la date de sortie au 9 septembre 2022.

## Accueil

### Critique
Le jeu est plutôt bien reçu par la presse, avec un score moyen de 83/100 sur Metacritic. Le site jeuxvideo.com, qui lui attribue la note de 17 sur 20, apprécie beaucoup le mode histoire très diffèrent des deux précédents opus et ressemblant plus à ce qui pouvait se trouver dans l'Octo Expansion de Splatoon 2. Toutefois, il déplore un manque de nouveautés majeures par rapport à l'épisode précédent.

### Ventes
Au Japon, le jeu bat tous les records et s'écoule à plus de 3,45 millions d'exemplaires en trois jours de commercialisation, devenant le jeu le plus vendu de la Nintendo Switch sur cette durée devant Animal Crossing: New Horizons, et même de toutes les consoles, dépassant le précédent record de Pokémon Noir et Blanc. Ce record sera toutefois battu seulement quelques mois plus tard par Pokémon Écarlate et Violet.
Au 30 septembre 2022, Splatoon 3 est écoulé à 7,9 millions d'exemplaires dans le monde après 3 semaines de commercialisation, faisant du jeu le plus gros démarrage de la série.

### Note
1. ↑  La cause exacte de l'extinction de l'humanité est non concluante ; certaines sources suggèrent que c'était dû à un changement climatique[1].